# Eriosema longicalyx
Eriosema longicalyx là một loài thực vật có hoa trong họ Đậu. Loài này được Grear miêu tả khoa học đầu tiên.